# Shawn Sheikhan
Shahram „Shawn“ Sheikhan (* 1969 in Teheran) ist ein professioneller iranischer Pokerspieler.

## Persönliches
Sheikhan ist verheiratet und hat eine Tochter. Er ist Besitzer einer Kette von Tabak- und Tattoogeschäften.

## Werdegang
Sheikhan ist vor allem für sein unflätiges Verhalten am Pokertisch bekannt. Bei der World Series of Poker in Las Vegas kam es 2005 zu einem Streit zwischen ihm und Mike Matusow, nachdem Sheikhan zuerst sehr heftig auf den Tisch geschlagen und dann den anderen Spielern mitgeteilt hatte, was für eine Hand er hielt. Daraufhin beschimpfte Matusow ihn und beide Spieler mussten den Tisch für zehn Minuten verlassen. Im März 2006 kam Sheikhan bis ins Halbfinale der National Heads-Up Poker Championship und schied dort gegen den späteren Gewinner Ted Forrest aus. Sheikhan erhielt dafür die Summe von 125.000 US-Dollar. Bei der World Series of Poker 2007 platzierte er sich im prestigeträchtigen No Limit Deuce to Seven an dritter Stelle. Außerdem konnte er nach mehreren Versuchen einen Titel bei Poker After Dark gewinnen. Sheikhan nahm an den ersten drei Staffeln von High Stakes Poker teil. Er ist der einzige Spieler, der in einer Staffel nur in einer Episode zu sehen war. Dies gelang ihm in der zweiten Staffel, in der er sein ursprüngliches Startgeld von 100.000 US-Dollar und sein Rebuy verlor. In der dritten Staffel von High Stakes Poker zerstörte Sheikhan Matusows Sonnenbrille, nachdem er es früher am Tag bereits angekündigt hatte.
Insgesamt hat sich Sheikhan mit Poker bei Live-Turnieren mehr als 1,5 Millionen US-Dollar erspielt.

## Kontroversen
Während er 1999 in heftigem Regen Auto fuhr, kam es zu einer Kollision mit einem anderen Fahrzeug, wobei einer jener Insassen starb.
Ende August 2007 wurde Sheikhan in seinem Haus in Las Vegas festgenommen, da der Iraner, der seit seinem neunten Lebensjahr in den Vereinigten Staaten lebt, sich 1995 an einer Minderjährigen vergangen haben soll, wofür er neun Monate im Gefängnis verbrachte. Einige Wochen war unklar, ob er abgeschoben wird, das Verfahren wurde schlussendlich aber eingestellt.